# 小代奧米德島

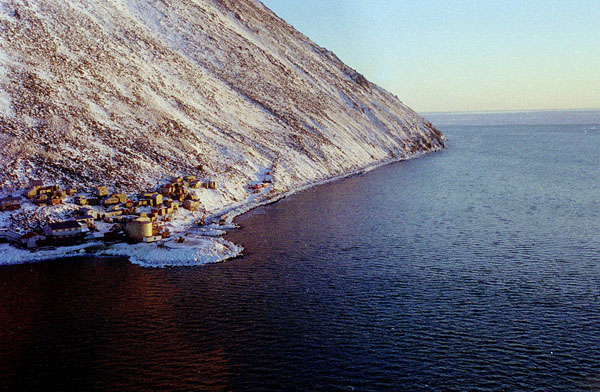
阿拉斯加西海岸的小代奧米德島迪奥梅德村

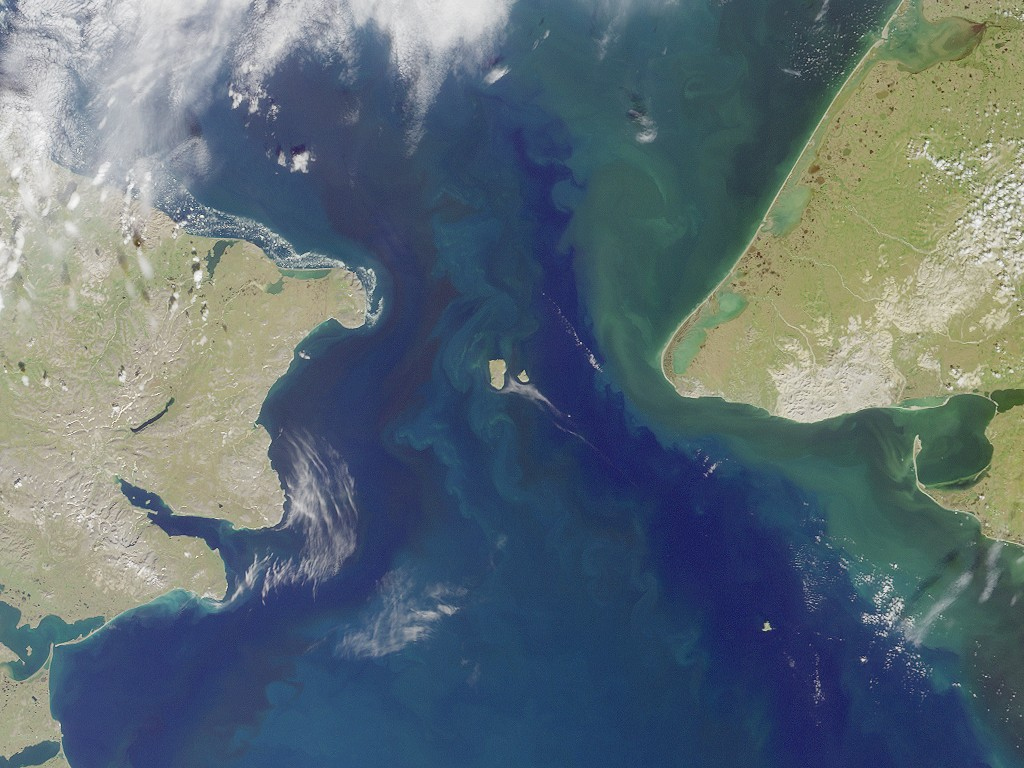
白令海峡的衛星影像：可以清楚地看到小代奧米德島，位於海峽中間，大代奥米德島的右邊。

小代奧米德島（Little Diomede Island）是美國的島嶼，位於白令海峽海域，屬於迪奧米德群島的一部分，由阿拉斯加州負責管轄，與俄羅斯所屬的大代奧米德島僅距離3.8公里，2022年人口77人。

## 地理
根據美國普查局的調查，該島面積7.3平方公里，最高點海拔高度494米。在島的西岸是代奧米德村，也被稱作Iŋaliq。

## 外部連結
- Diomede Community Page
- Census 2000 information